# Gaius Marius der Jüngere
Gaius Marius (* 109 v. Chr.; † 82 v. Chr. in Praeneste) war ein römischer Politiker der späten Republik und Sohn des gleichnamigen Feldherrn und dessen Ehefrau Iulia.
Als Kind wurde Marius zusammen mit Marcus Tullius Cicero und Titus Pomponius Atticus erzogen. Mit etwa 17 Jahren wurde er mit Licinia, Tochter des Redners L. Licinius Crassus verheiratet. Während des Bundesgenossenkriegs leistete er unter seinem Vater und Lucius Porcius Cato Militärdienst. Beim Staatsstreich Sullas 88 v. Chr. musste er wie sein Vater aus Rom fliehen und gelangte auf Umwegen nach Nordafrika. Als die Popularen 87 v. Chr. wieder die Macht übernahmen, kehrte er nach Rom zurück.
Während des Bürgerkriegs zwischen den Popularen und Sulla ließ sich Marius 82 v. Chr. mit nur 27 Jahren zum Konsul wählen, ohne vorher ein anderes Amt des cursus honorum bekleidet zu haben. Er trat dem nach Rom ziehenden Sulla vor der Stadt entgegen, wurde aber bei Sacriportus geschlagen und zog sich nach Praeneste zurück, wo er von Quintus Lucretius Ofella belagert wurde. Nachdem Entsatzversuche gescheitert waren und als nach der Schlacht an der Porta Collina die Sache der Popularen offenbar verloren war, öffneten die Verteidiger von Praeneste die Tore. Marius versuchte, durch einen unterirdischen Gang aus der Stadt zu fliehen, was jedoch misslang. Vermutlich starb er durch Selbstmord. Sulla präsentierte sein abgeschlagenes Haupt auf den Rostra in Rom.